# Kościół Oczyszczenia Najświętszej Maryi Panny w Odporyszowie
Kościół pw. Oczyszczenia Najświętszej Maryi Panny w Odporyszowie – kościół parafialny we wsi Odporyszów, regionalne sanktuarium maryjne.
Pierwszy wzmiankowany kościół w Odporyszowie pw. św. Małgorzaty był drewniany i istniał od XV do XVIII w.
Kościół Oczyszczenia NMP został zbudowany w latach 1672–1702 z inicjatywy księdza Jacka Pokorskiego i dzięki wsparciu finansowemu rodów Stadnickich i Makowieckich. Został poświęcony w 1716 przez biskupa Michała Szembeka, sufragana krakowskiego.
Jest to barokowy, jednonawowy, orientowany kościół, nakryty dachem dwuspadowym z neobarokową sygnaturką nad nawą. Obok kościoła znajduje się wolnostojąca barokowa dzwonnica z bramą w dolnej części, nakryta hełmem z latarnią.
Wnętrze, nakryte sklepieniami kolebkowymi z lunetami, pokryte jest eklektyczną polichromią figuralną i ornamentalną z I. połowy XX w. Większość wyposażenia wnętrza reprezentuje styl rokokowy.

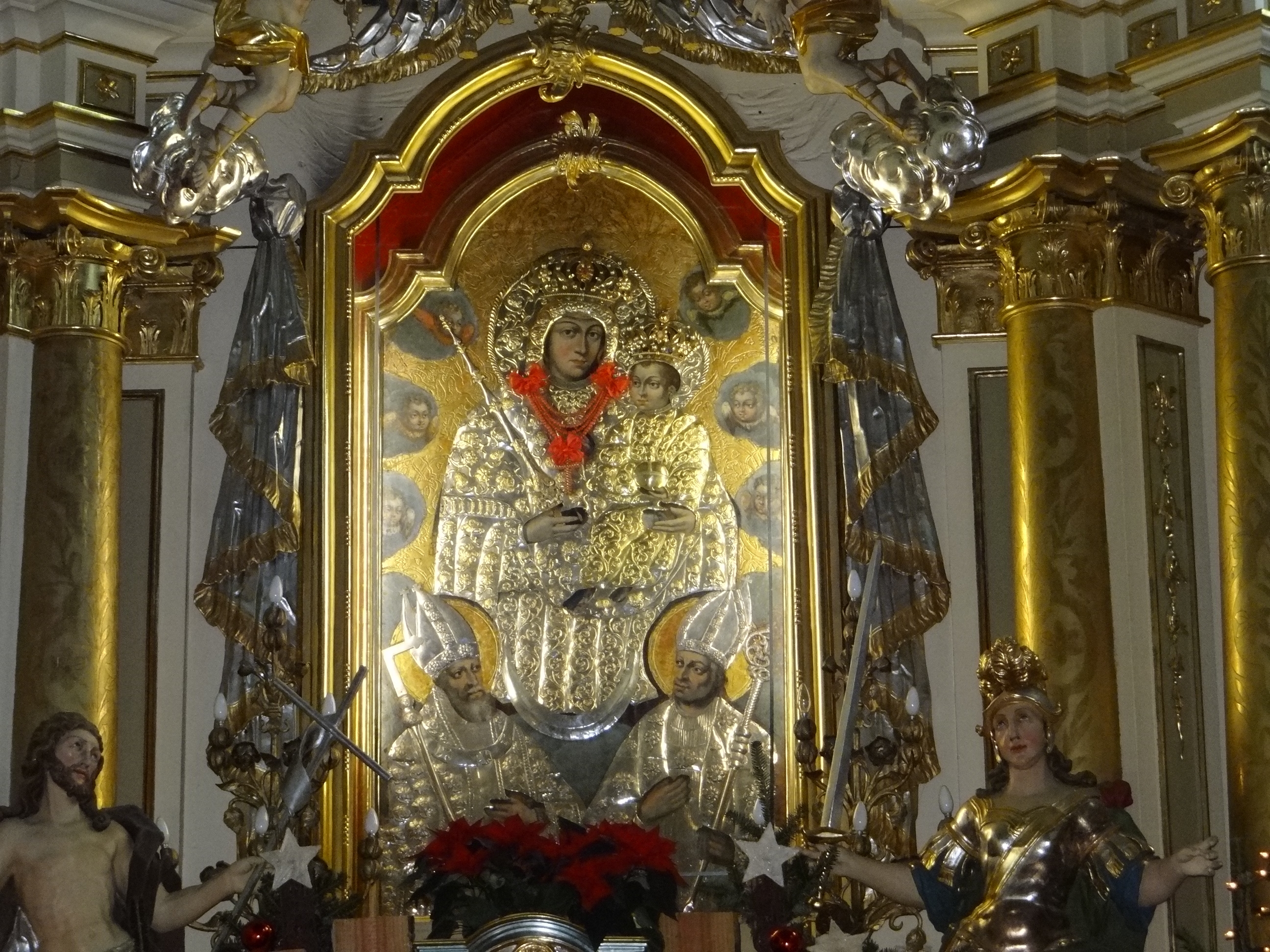
Obraz w ołtarzu głównym

W ołtarz główny z 1751 wprawiony jest otoczony kultem renesansowy obraz Matki Bożej z Dzieciątkiem oraz świętym Wojciechem i Stanisławem. Obraz, pochodzący z II. połowy XVI w., ma barokowe metalowe sukienki. 15. sierpnia 1937 obraz został koronowany przez biskupa tarnowskiego Franciszka Lisowskiego.
Od 1905 kościół pełni funkcję świątyni parafialnej, znajdując się pod opieką Zgromadzenia Księży Misjonarzy św. Wincentego a Paulo. W 1915 podczas toczonych w okolicy walk, budynek kościoła i dzwonnica zostały uszkodzone, a po zakończeniu I wojny światowej odbudowane.
Od 1991 przy kościele funkcjonuje Muzeum Parafialne im. Jana Wnęka, eksponujące twórczość artysty. Muzeum znajduje się na małopolskim Szlaku Architektury Drewnianej.